# Dicrocaulon humile
Dicrocaulon humile är en isörtsväxtart som beskrevs av Nicholas Edward Brown. Dicrocaulon humile ingår i släktet Dicrocaulon och familjen isörtsväxter. Inga underarter finns listade i Catalogue of Life.